# Église Saint-Antoine de Montonvillers
L'église Saint-Antoine de Montonvillers est située dans le centre du village de Montonvillers, dans le département de la Somme, au nord d'Amiens.

## Historique
L'église de Montonvillers a été construite au début du XVIe siècle pour la nef et le chœur, les chapelles latérales datent vraisemblablement de la fin du XVIe. La façade fut refaite en brique, en 1894. L'église est protégée au titre des monuments historiques par son inscription par arrêté du 17 juillet 2000.

## Caractéristiques
L'édifice a été construit en craie sur un soubassement en grès. La façade est surmontée par un clocher d'ardoise. Sur le côté gauche de la façade, une tour quadrangulaire abrite un puits. La sacristie qui entoure le chevet date du XVIIIe siècle.
À l'intérieur, la charpente moulurée est d'origine. La tribune à deux étages date du XVIIe siècle.

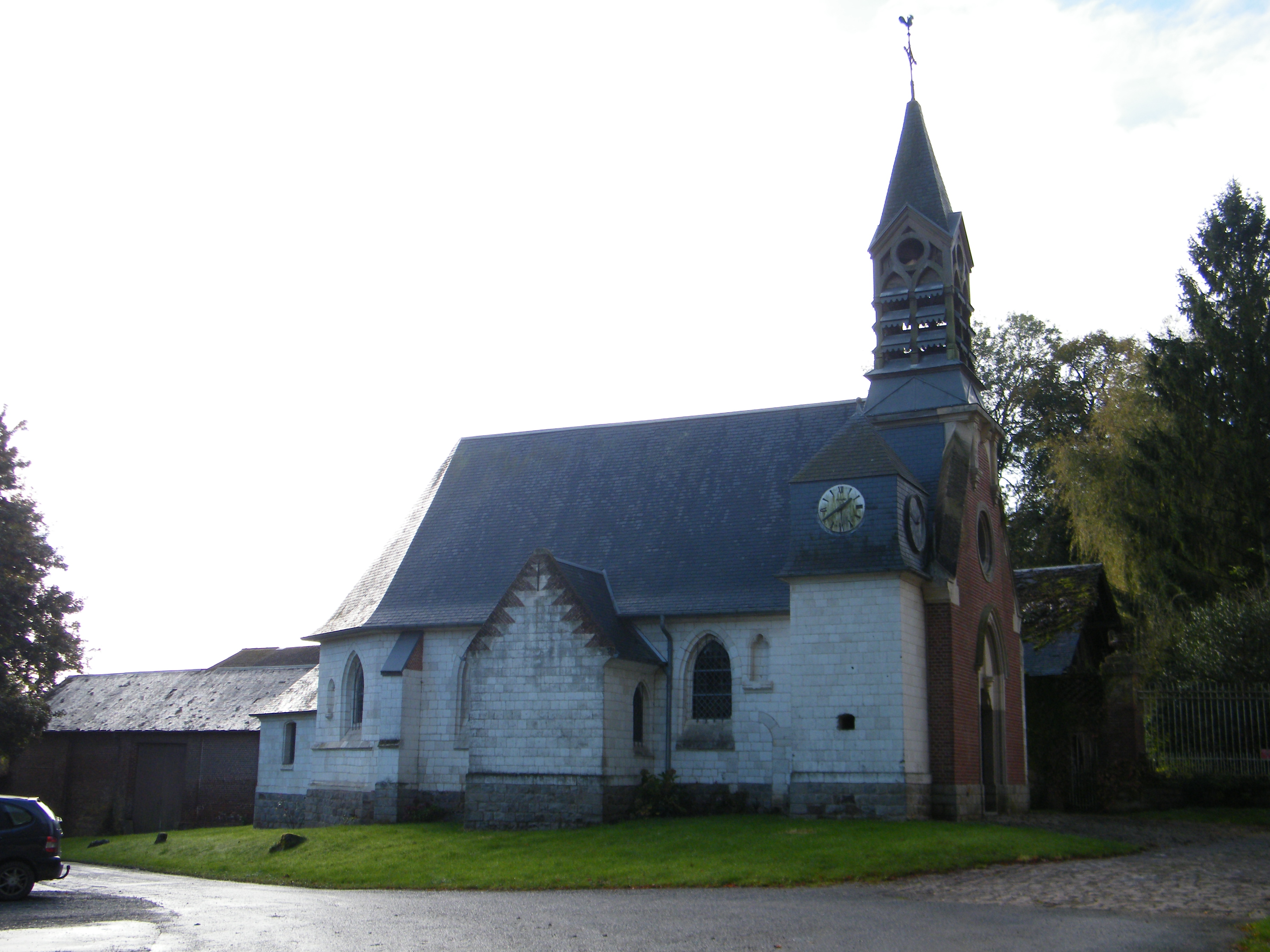
Saint-Antoine.
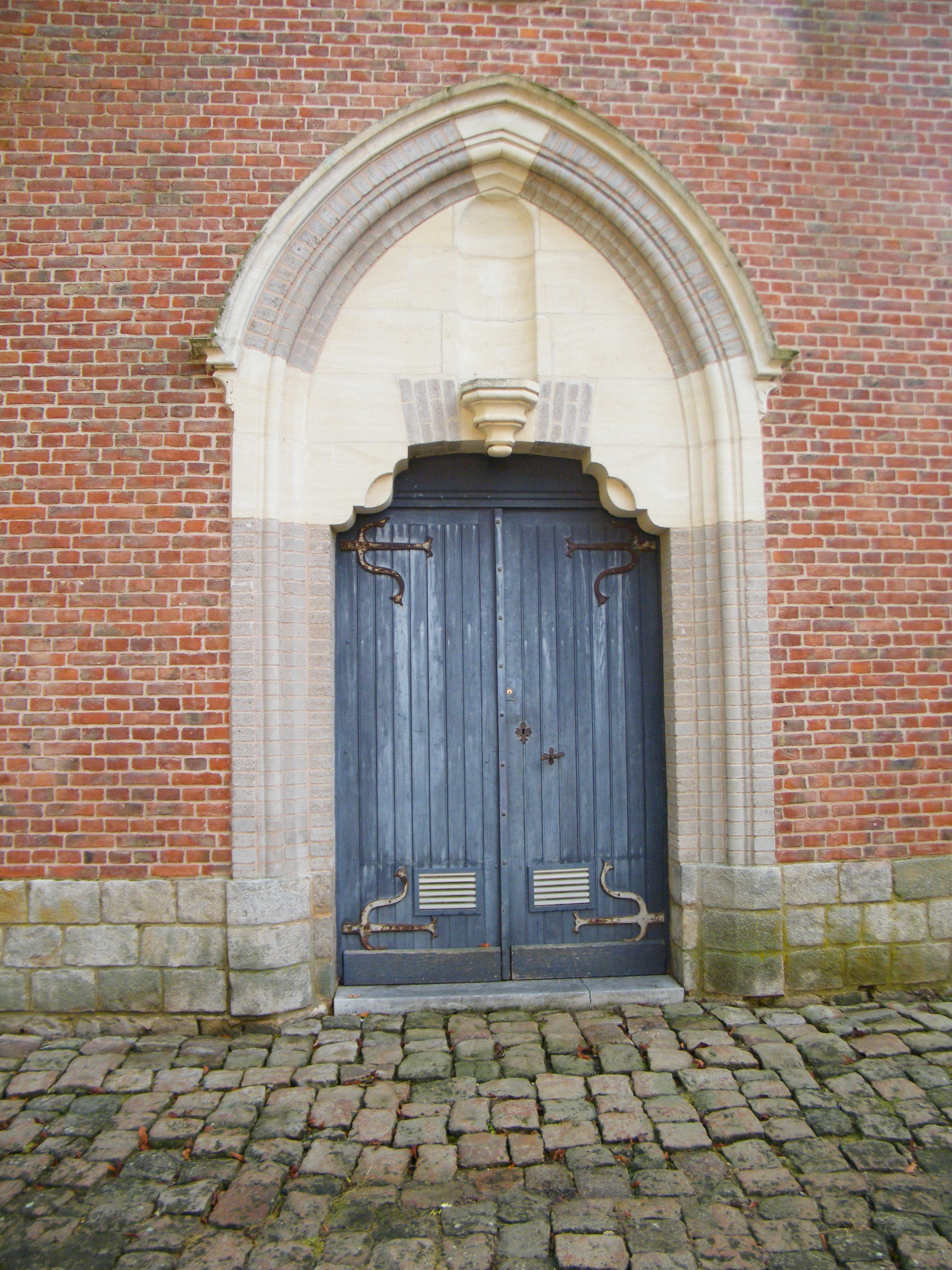
Portail de l'église.
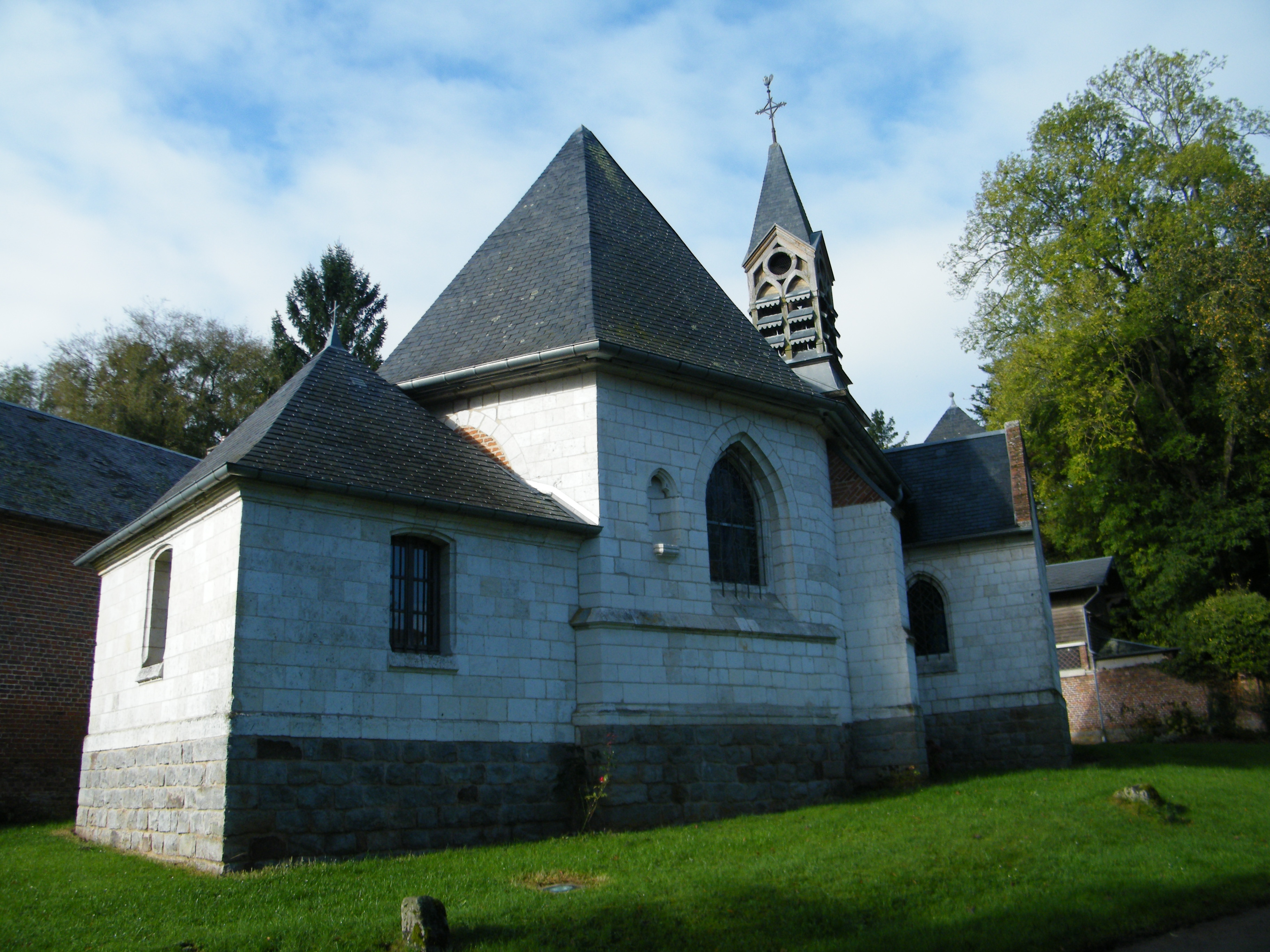
Chevet et sacristie.